# Cao Guifeng
Cao Guifeng (chinesisch 曹桂凤; * 5. November 1960) ist eine ehemalige chinesische Eisschnellläuferin.
Cao nahm von 1980 bis 1984 an internationalen Wettbewerben teil. Dabei belegte sie bei den Olympischen Winterspielen 1980 in Lake Placid den 27. Platz über 1000 m sowie den 21. Rang über 500 m und bei den Olympischen Winterspielen 1984 in Sarajevo den 32. Platz über 1000 m sowie den 25. Rang über 500 m. Zudem kam sie bei der Mehrkampfweltmeisterschaft 1982 in Inzell auf den 22. Platz im Mini-Mehrkampf und bei der Sprintweltmeisterschaft 1983 in Helsinki auf den 14. Rang.

## Persönliche Bestleistungen
| Disziplin | Zeit        | Datum             | Ort       |
| --------- | ----------- | ----------------- | --------- |
| 500 m     | 42,15 s     | 20. März 1981     | Changchun |
| 1000 m    | 1:26,50 min | 11. Dezember 1981 | Matsumoto |
| 1500 m    | 2:16,10 min | 13. Februar 1982  | Inzell    |
| 3000 m    | 4:48,55 min | 17. Dezember 1981 | Matsumoto |